# Шансор, Фелисьен
Фелисьен Шансор (фр. Félicien Champsaur; 10 января 1858[…], Тюрье, Альпы Верхнего Прованса — 22 декабря 1934[…], XVI округ Парижа) — французский литератор: журналист, драматург, прозаик и поэт.

## Биография
Родился в 1858 году в Тюрье (департамент Альпы Верхнего Прованса) в семь жандарма Жозефа Луи Шансора и его супруги Мари-Мадлен Жозефины, урождённой Арно.
Прибыл в Париж в юношеском возрасте в поисках признания и успеха. В самом начале 1877 года первый сонет за авторством Шансора был опубликован в одной из парижских газет. В марте того же года Шансор основал собственный еженедельник «Les Écoles», который его друзья называли «более или менее еженедельником». Спустя год Шансор ушёл с поста главного редактора (его сменил Альфонс Алле), и сразу же после этого основал сперва «L’Etudiant», а затем «Les Hommes d’avenir» (всего вышло 30 номеров).
В конце 1880 года 22-летний Шансор основал свой четвёртый по счету журнал — «Les Contemporains», за которым последовали несколько других.

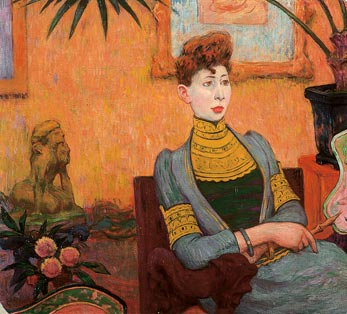
Эмиль Шуффенекер. Портрет мадам Шансор, 1890, Музей изящных искусств Понт-Авена

Как журналист, Шансор отличался исключительной плодовитостью, так как, помимо наполнения и редактирования собственных журналов, успевал ещё отсылать статьи во множество других.
Не меньшей результативностью (в количественном смысле) Фелисьен Шансор отличался также и как писатель, опубликовав в течение своей жизни не менее 40 различных книг (часть из которых переиздавались неоднократно). В основном это были романы, рассчитанные на массового читателя (в том числе один в шести томах и по меньшей мере одна трилогия). Произведения Шансора носили подзаголовки вроде «колониальный роман», «библейский роман», «индийский роман» или «старинный роман», а также снабжались кричащими названиями вроде: «Нора — обезьяна, ставшая женщиной», «Латинская оргия», «Повязка Эрота», «Убейте стариков!».
Помимо романов, Шансор публиковал также стихотворные сборники, сборники рассказов, драматургические произведения, либретто балетов и пантомим.
У современников Шансор имел репутацию завсегдатая кафе и баров Монмартра, богемного литератора весьма неоднозначных дарований. Так, Леон Блуа в одном из своих романов жестко высмеял Шансора, сделав его прототипом одного из своих героев по имени Феликс Шампиньоль. Помимо всего прочего, Шансор не стеснялся самого откровенного плагиата, иногда включая в свои романы фрагменты произведений других писателей без указания авторства. В результате, когда Шансор однажды вошёл в пивной бар на Монмартре, один из сидящих там писателей (Гудо) встал и громко воскликнул: «Господа, вот Шансор! Поделимся с ним идеями!».
Тем не менее у Шансора были и друзья, например, художник-постимпрессионист Эмиль Шуффенекер, создавший портрет жены писателя. Портрет самого Шансора был написан в 1901 году художником Полем Сэном.
В годы Первой мировой войны Шансор, немолодой уже человек, отправился на линию фронта в окрестности Вердена. Результатом этой поездки стала опубликованная им стихотворная антинемецкая сатира, которая должна была поднять боевой дух солдат.
При жизни Шансора его произведения пять раз экранизировались (в 1916—1930 годах) и сравнительно неплохо продавались.
Скончался Шансор в 1934 году. Литератор крайне правых взглядов Жан Ажальбер в 30-е годы отзывался о нём так «Шансор — литератор, занимавшийся всем кроме литературы (…) Его старались близко не подпускать». Несмотря на практически единодушное осуждение критиков при жизни и длительное забвение после смерти, сегодняшние литературоведы находят в произведениях Шансора в том числе и прогрессивные мотивы профеминизма и социальной справедливости, а те его романы, которые современники считали не более, чем странными компиляциями, включавшими в себя статьи, памфлеты и большие фрагменты чужих произведений, сегодня порой оптимистично рассматриваются, как предшествующие стилю постмодернизм.